# Тётушка Салли

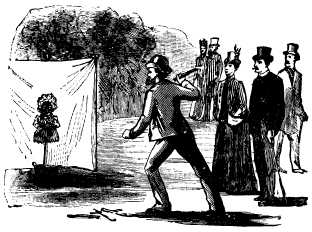

Тётушка Салли (англ. Aunt Sally) — английская народная игра, весьма распространённая до середины XX века на ярмарках, прогулках и летних курортах; в барах некоторых английских графств (Оксфордшир, Глостершир, Уорикшир, Беркшир, Бакингемшир) существует до сих пор. Относится к британским народным спортивным забавам.
Смысл игры состоит в бросании твёрдых шариков, сделанных из древесины или покрытой кожей пряжи, в одетых куколок, изображающих различных персонажей, чаще всего — гротескную женскую куклу, именуемую «Тётушка Салли», с целью выбивания курительной трубочки, которая была вставлена в рот или в лоб куклы; каждый игрок обычно имел шесть попыток. Женская фигура часто представляла собой фигуру-обманку.
Во Франции игра была популярна под названием jeu de massacre. Существовало также несколько вариаций игры, в одном из которых нужно было попасть чем-либо в голову живого человека, выглядывающего через отверстие в холсте. В случае попадания игра или возобновлялась, или заканчивалась вручением приза.